# OK SIP Šempeter
OK SIP Šempeter är en volleybollklubb från Šempeter v Savinjski Dolini, Štajerska, Slovenien.
Klubben grundades 1980. De har som bäst kommit trea i Sloveniens högsta serie, 1A. DOL. Internationellt har de som bäst nått kvartsfinal i CEV Cup, vilket de gjorde 2020–2021